# Ostrovec (Ostrovec-Lhotka)
Ostrovec je severněji položená část obce Ostrovec-Lhotka v okrese Rokycany v Plzeňském kraji. Nachází se něco přes sedm kilometrů severoseverozápadně od Zbiroha v jihozápadní části Chráněné krajinné oblasti Křivoklátsko. Ostrovec leží v katastrálním území Ostrovec u Terešova o rozloze 17,87 km². Zástavba vsi je od roku 1995 chráněna jako vesnická památková rezervace.

## Název
Název Ostrovec (chybně Ostroves) údajně vychází z polohy kterou zaujímá mezi údolími a potoky, ostrov tak připomínající.

## Historie
První písemná zmínka o vesnici pochází z roku 1379.

## Obyvatelstvo
| Rok            | 1869 | 1880 | 1890 | 1900 | 1910 | 1921 | 1930 | 1950 | 1961 | 1970 | 1980 | 1991 | 2001 | 2011 | 2021 |
| -------------- | ---- | ---- | ---- | ---- | ---- | ---- | ---- | ---- | ---- | ---- | ---- | ---- | ---- | ---- | ---- |
| Počet obyvatel | 196  | 175  | 185  | 184  | 171  | 150  | 138  | 96   | 92   | 71   | 51   | 32   | 31   | 37   | 33   |
| Počet domů     | 23   | 26   | 27   | 29   | 27   | 27   | 34   | 40   | 69   | 27   | 22   | 32   | 35   | 35   | 36   |

## Obecní správa
Při sčítání lidu v roce 1869 byl Ostrovec osadou obce Mlečice v okrese Hořovice. V letech 1880–1979 byl samostatnou obcí, nejprve v okrese Hořovice, v letech 1900–1950 v okrese Rokycany. Od 1. ledna 1980 do 23. listopadu 1990 byl znovu částí obce Mlečice v okrese Rokycany. Od 24. listopadu 1990 do 12. února 1991 byl částí obce Lhotka v okrese Rokycany. Od 13. února 1991 je částí obce Ostrovec-Lhotka v okrese Rokycany.

## Pamětihodnosti
- Zvonice
- Dům čp. 3
- Usedlosti čp. 4, 8 a 14
- Bývalý výměnek u čp. 6
- Vodní mlýn čp. 12
- Východně od vesnice leží národní přírodní rezervace Kohoutov.